# Gare de Château-l'Évêque
La gare de Château-l'Évêque est une gare ferroviaire française de la ligne de Limoges-Bénédictins à Périgueux, située sur le territoire de la commune de Château-l'Évêque, dans le département de la Dordogne en région Nouvelle-Aquitaine.
C'est une halte de la Société nationale des chemins de fer français (SNCF), du réseau TER Nouvelle-Aquitaine, desservie par des trains express régionaux.

## Situation ferroviaire
Établie à 107 m d'altitude, la gare de Château-l'Évêque est située au point kilométrique (PK) 491,159 de la ligne de Limoges-Bénédictins à Périgueux entre les gares ouvertes d'Agonac et de Périgueux.

## Histoire
La recette annuelle de la gare de « Château-l'Évêque » est de 56 247 francs en 1878, de 47 288 francs en 1881, de 42 831 francs en 1882 et de 33 661 francs en 1886.

## Fréquentation
La fréquentation de la gare est détaillée dans le tableau ci-dessous :
|           | 2015  | 2016 | 2017  | 2018  | 2019  | 2020  | 2021  | 2022  | 2023  |
| --------- | ----- | ---- | ----- | ----- | ----- | ----- | ----- | ----- | ----- |
| Voyageurs | 1 163 | 895  | 1 091 | 1 317 | 1 871 | 1 671 | 2 114 | 2 326 | 5 171 |

## Service des voyageurs

### Accueil
Halte SNCF, c'est un point d'arrêt non géré (PANG), équipé de deux quais avec abris.

### Desserte
Château-l'Évêque est desservie par les trains TER Nouvelle-Aquitaine qui effectuent des missions entre Bordeaux-Saint-Jean, ou Périgueux, et Limoges-Bénédictins.

### Intermodalité
Il n'y a pas de parking spécialement aménagé mais il est possible de garer quelques véhicules à proximité de l'ancien bâtiment voyageurs.

## Galerie de photographies

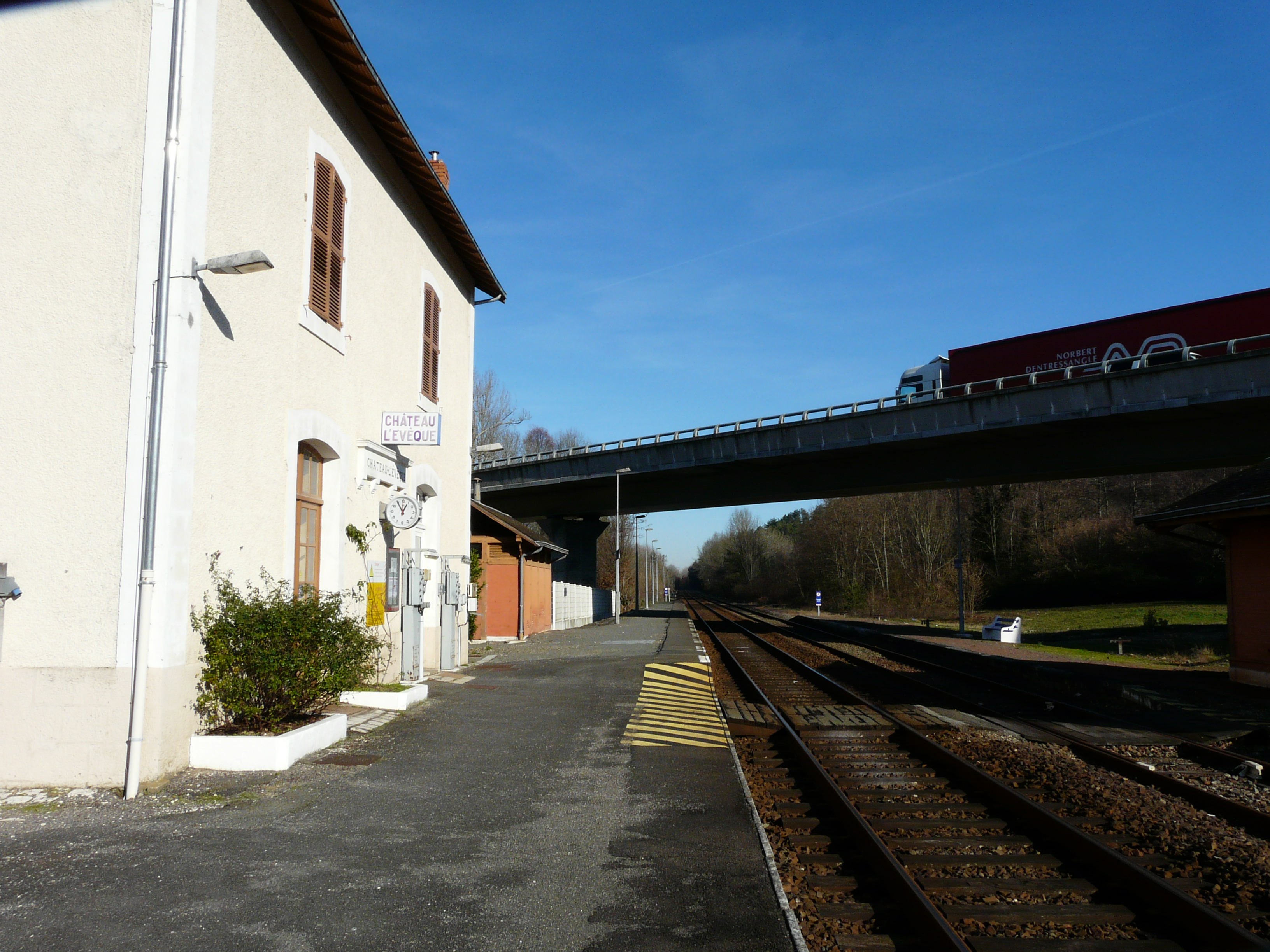
Le quai.
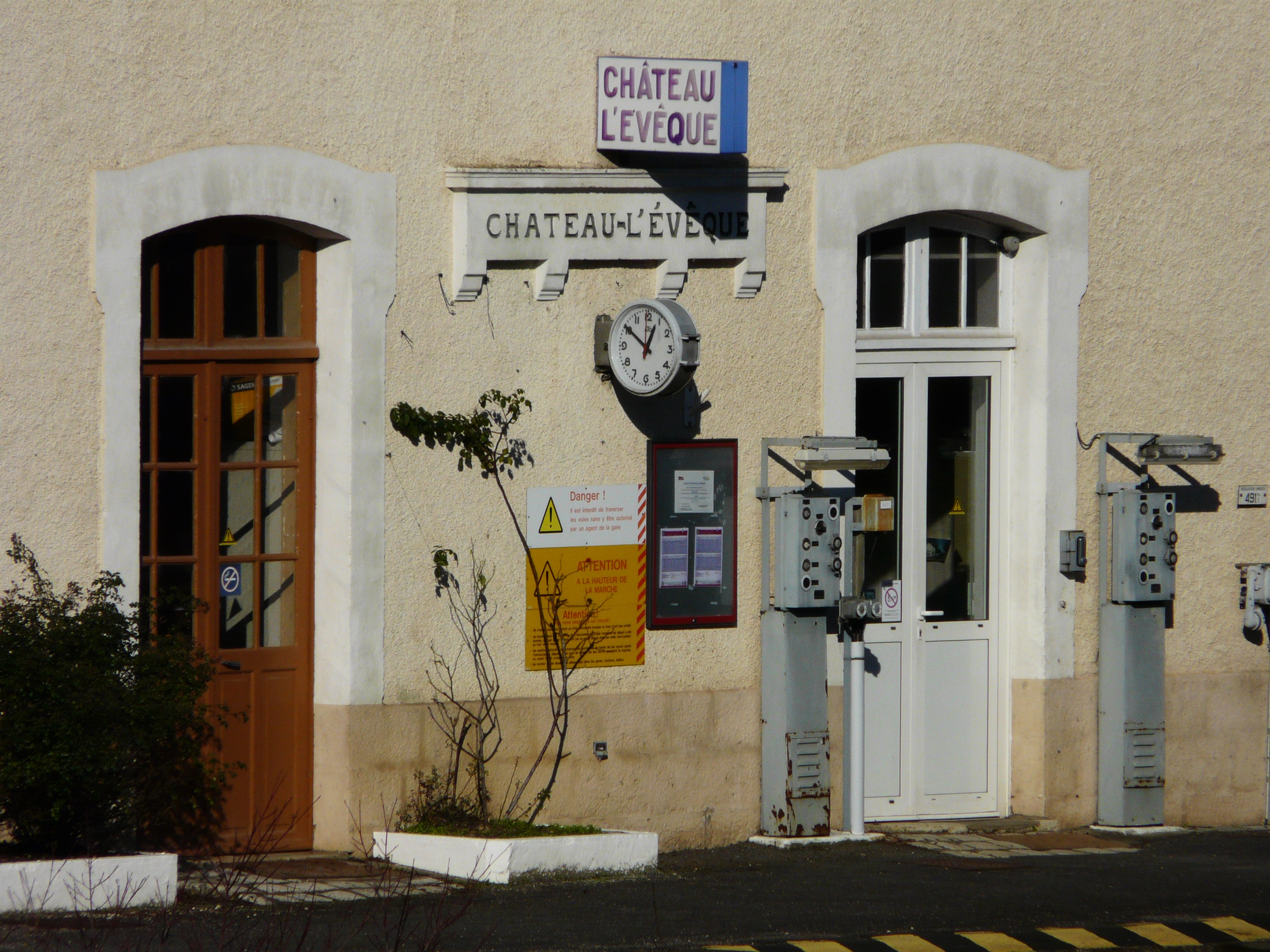
.
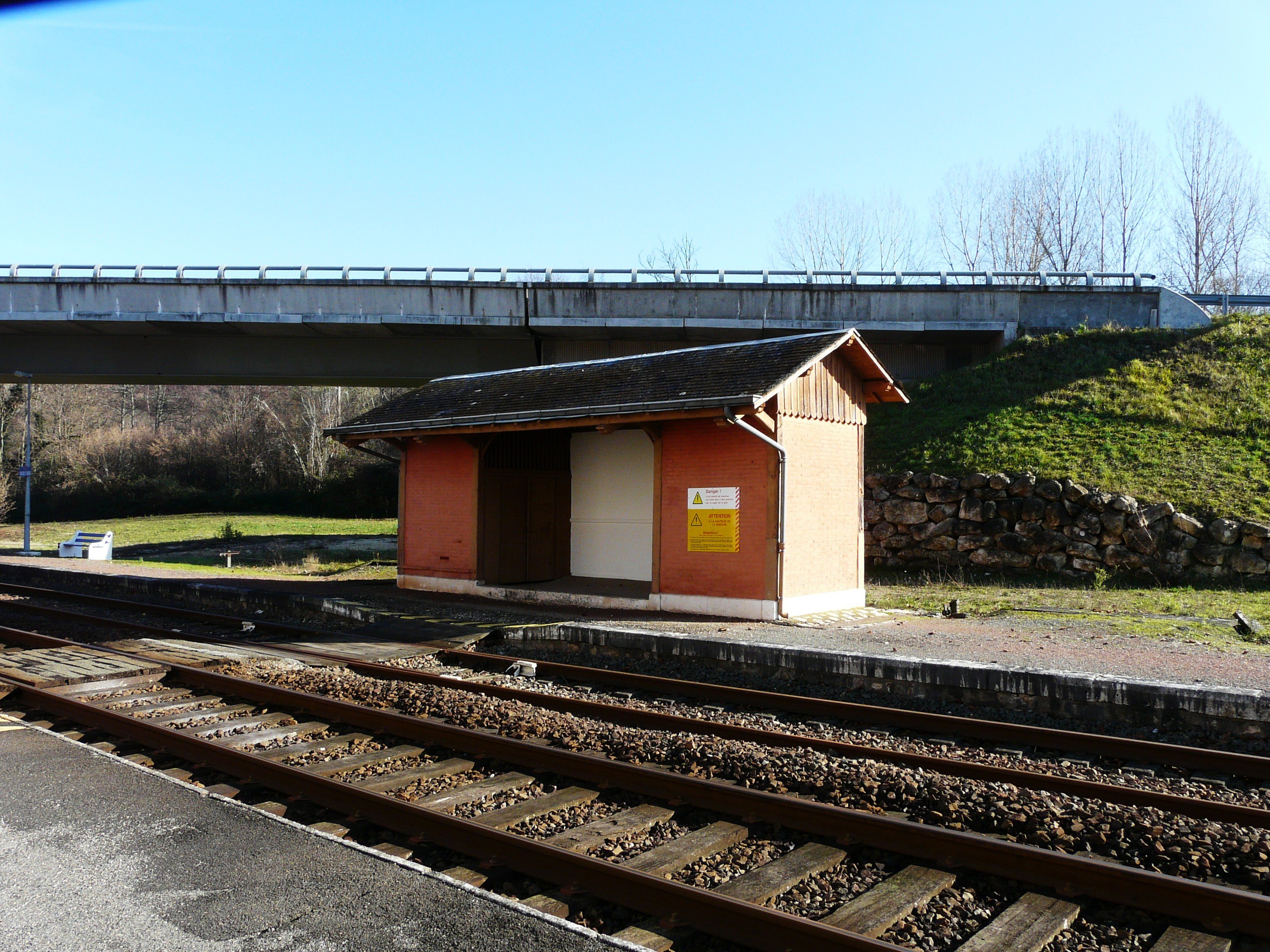
Abri voyageurs.
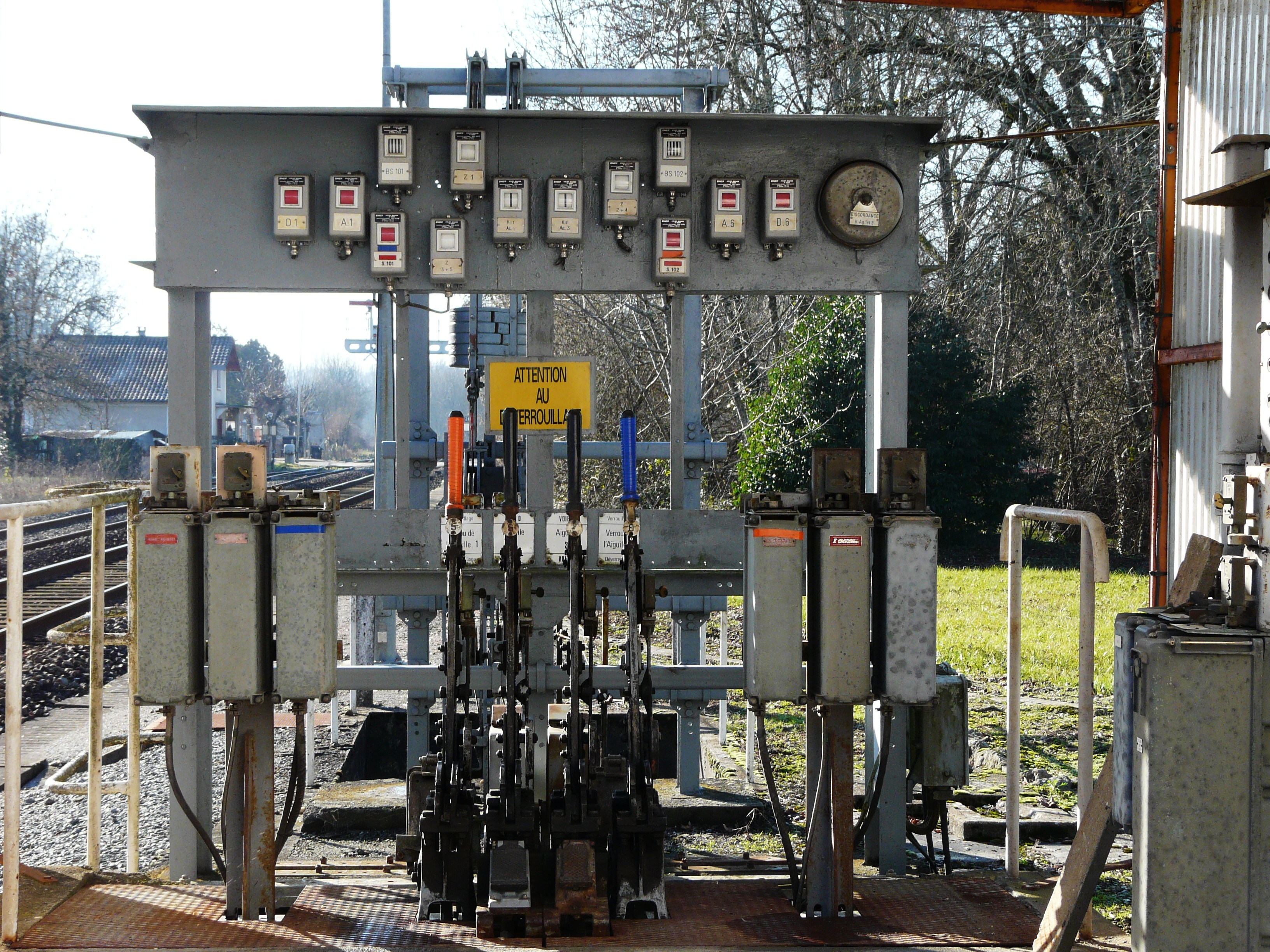
Poste d'aiguillage.
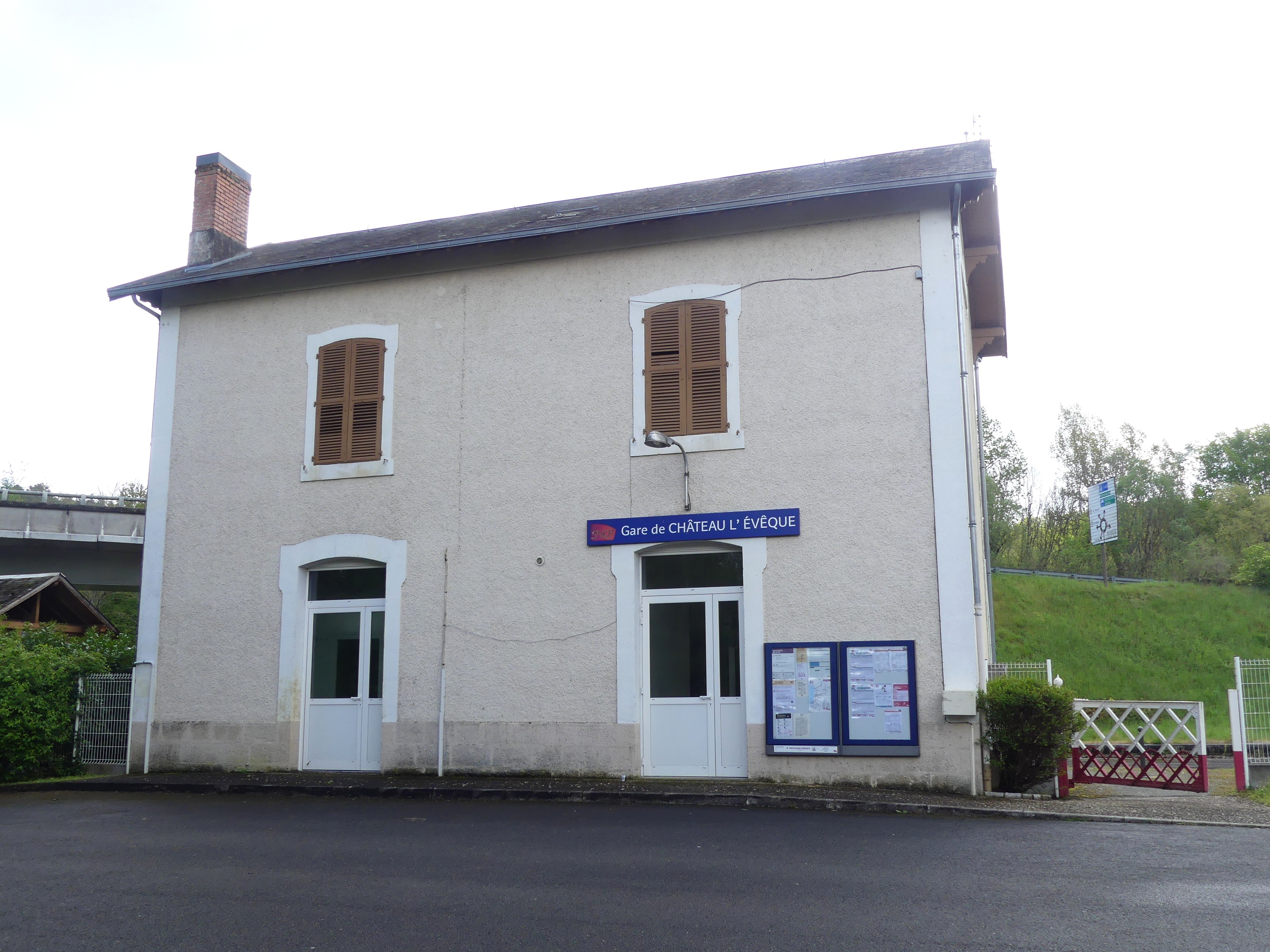
Le bâtiment de la gare, côté parking.